# Willetton
Willetton är en del av en befolkad plats i Australien. Den ligger i regionen Canning och delstaten Western Australia, omkring 11 kilometer söder om delstatshuvudstaden Perth.
Runt Willetton är det ganska tätbefolkat, med 100 invånare per kvadratkilometer.. Närmaste större samhälle är Perth, omkring 11 kilometer norr om Willetton. 
Trakten runt Willetton består till största delen av jordbruksmark. Genomsnittlig årsnederbörd är 1 018 millimeter. Den regnigaste månaden är maj, med i genomsnitt 176 mm nederbörd, och den torraste är februari, med 9 mm nederbörd.